# Cystostemon heliocharis
Cystostemon heliocharis är en strävbladig växtart som först beskrevs av Spencer Le Marchant Moore, och fick sitt nu gällande namn av A. G. Miller och H. Riedl. Cystostemon heliocharis ingår i släktet Cystostemon, och familjen strävbladiga växter. Inga underarter finns listade i Catalogue of Life.